# Bhabar
Bhabar  (hindi : भाबर, bhābar) est la région au sud de l'Himalaya et de la cordillère Siwalik 
Elle est le cône de déjection des sédiments transportés par les eaux de ruissellement de la Siwalik sur la bordure septentrionale de la plaine indo-gangétique.

## Étymologie
Le nom Bhabar est dérivé d'une herbe haute l'Eulaliopsis binata utilisée pour la fabrication de papier et de corde

## Histoire
En 1901, Bhabar, faisait partie du district de Nainital 
Elle comprenait 4 villes et 511 villages pour une population de 93 445 (1901) sur une superficie de 1 279 km2.
de nos jours elle correspond à la sous-division de Haldwani.